# Adadeentem
Adadeetem es una ciudad en la región Ashanti de Ghana. La ciudad es conocida por la escuela secundaria Church of Christ Senior. La escuela es una institución de segundo ciclo es decir, el equivalente a la secundaria europea. Dentro de la región es destacable el nivel expuesto y es un constante referente en el país en cuanto a la enseñanza.